# Càlcul diferencial
El càlcul diferencial és una branca de les matemàtiques que estudia com canvien les funcions quan les seves variables canvien. El principal objecte d'estudi en el càlcul diferencial és la derivada. Una noció estretament relacionada és la de diferencial.
Des del punt de vista matemàtic de les funcions i la geometria, la derivada d'una funció en un cert punt és una mesura de la taxa en la qual una funció canvia conformi un argument es modifica. És a dir, una derivada involucra, en termes matemàtics, una taxa de canvi. Una derivada és el càlcul de les pendents instantànies de {\displaystyle f(x)} en cada punt {\displaystyle x}. Això es correspon als pendents de les tangents de la gràfica d'aquesta funció en els seus punts (una tangent per punt). Les derivades poden ser utilitzades per conèixer la concavitat d'una funció, els seus intervals de creixement, els seus màxims i mínims.
La inversa d'una derivada es diu primitiva o integral indefinida.

## Diferenciació i diferenciabilitat
La diferenciació pot ser usada per determinar el canvi que es produeix com a resultat d'un altre canvi, si està determinada una relació matemàtica entre dos objectes.
Una funció és diferenciable en un punt {\displaystyle x} si la seva derivada existeix en aquest punt, una funció és diferenciable en un interval si ho és en cada punt {\displaystyle x} pertanyent a l'interval. Si una funció no és contínua En c, llavors no pot ser diferenciable en c, però, encara que una funció sigui continua en c, pot no ser diferenciable. És a dir, tota funció derivable en un punt C és contínua en C, però no tota funció contínua en C és diferenciable en C (com {\displaystyle f(x)=|x|} és contínua però no diferenciable en {\displaystyle x=0}).

### Derivades d'ordre superior
La derivada d'una funció diferenciable pot al seu torn ser diferenciable, parlant llavors de segona derivada de la funció diferenciable com la derivada de la derivada d'aquesta. Anàlogament, la derivada de la segona derivada rep el nom de tercera derivada, i així successivament.
La notació més simple per diferenciació, en ús actual, és deguda a Lagrange. Per identificar les derivades de {\displaystyle f(x)} al punt {\displaystyle a}, s'escriu:
{\displaystyle f^{\prime }(a)} per a la primera derivada,
{\displaystyle f^{\prime \prime }(a)} per a la segona derivada,
{\displaystyle f^{\prime \prime \prime }(a)} per a la tercera derivada,
{\displaystyle f^{(n)}(a),} per l'enèsima derivada ({\displaystyle n>3}).
Per a la funció derivada de {\displaystyle f(x)}, s'escriu {\displaystyle f^{\prime }(x)}. De manera semblant, per a la segona derivada de {\displaystyle f(x)} s'escriu {\displaystyle f^{\prime \prime }(x)}, i així successivament.

## Quocient diferencial de Newton

Derivada

Les derivades es defineixen prenent el límit del pendent de les rectes secants conforme es van aproximant a la recta tangent. És difícil trobar directament el pendent de la recta tangent d'una funció perquè només coneixem un punt d'aquesta, el punt on ha de ser tangent a la funció. Per això, aproximarem la recta tangent per rectes secants. Quan prenguem el límit de les pendents de les secants properes, obtindrem el pendent de la recta tangent.
Per obtenir aquestes pendents, prenguem un nombre arbitràriament petit que anomenarem h. h representa una petita variació en x, i pot ser tant positiu com negatiu. El pendent de la recta entre els punts {\displaystyle (x,f(x))} i {\displaystyle (x+h,f(x+h))} és
{\displaystyle f(x+h)-f(x) \over h}
Aquesta expressió és un quocient diferencial de Newton. La derivada de f en x és el límit del valor del quocient diferencial acord amb les línies secants s'acosten més a la tangent:
{\displaystyle f'(x)=\lim _{h\to 0}{/(x+h)-f(x) \over h}}
Si la derivada de f existeix a cada punt x, podem definir la derivada de f com la funció el valor al punt x és la derivada de f a x.
Com que la immediata substitució de h per 0 dona com a resultat una divisió per zero, calcular la derivada directament pot ser poc intuïtiu. Una tècnica és simplificar el numerador de manera que la h del denominador pugui ser cancel·lada. Això resulta molt senzill amb funcions polinòmiques, però per a la majoria de les funcions resulta massa complicat. Afortunadament, hi ha regles generals que faciliten la diferenciació de la majoria de les funcions descrites, veure a sota.
Alguns exemples de com utilitzar aquest quocient:
Exemple 1
Considerem la següent funció:
| {\displaystyle f(x)\,\!} | {\displaystyle =5\,\!} |

Llavors:
| {\displaystyle f'(x)\,\!} | {\displaystyle =\lim _{h\rightarrow 0}{\frac {f(x+h)-f(x)}{h}}=\lim _{h\rightarrow 0}{\frac {5-5}{h}}=\lim _{h\rightarrow 0}{\frac {0}{h}}=0} |

Aquesta funció és constant, per a qualsevol punt del seu domini val 5 (per això f (x+h) = 5). Noti's l'últim pas, on h tendeix a zero però no el toca. Si pensem una mica, observarem que la derivada més de ser el pendent de la recta tangent a la corba, és alhora, la recta secant a la mateixa corba.
Exemple 2
Considerem la gràfica de {\displaystyle f(x)=2x-3\,\!}. Aquesta recta té un pendent igual a 2.0 en cada punt. Utilitzant el quocient mostrat amunt (al costat dels conceptes de límit, secant, i tangent) podrem determinar les pendents en els punts 4 i 5:
| {\displaystyle f(x)\,\!} | {\displaystyle =2x-3\,\!} |

Llavors:
| {\displaystyle f'(4)\,\!} | {\displaystyle =\lim _{h\rightarrow 0}{\frac {f(4+h)-f(4)}{h}}=\lim _{h\rightarrow 0}{\frac {2(4+h)--3-(2\cdot 4-3)}{h}}} |
|                           | {\displaystyle =\lim _{h\rightarrow 0}{\frac {8+2h-3-8+3}{h}}=\lim _{h\rightarrow 0}{\frac {2h}{h}}=2}                    |

| {\displaystyle f'(5)\,\!} | {\displaystyle =\lim _{h\rightarrow 0}{\frac {f(5+h)-f(5)}{h}}=\lim _{h\rightarrow 0}{\frac {2(5+h)--3-(2\cdot 5-3)}{h}}} |
|                           | {\displaystyle =\lim _{h\rightarrow 0}{\frac {10+2h-3-10+3}{h}}=\lim _{h\rightarrow 0}{\frac {2h}{h}}=2}                  |

I veiem que es compleix per a qualsevol nombre n :
| {\displaystyle f(n)\,\!} | {\displaystyle =\lim _{h\rightarrow 0}{\frac {f(n+h)-f(n)}{h}}=\lim _{h\rightarrow 0}{\frac {2(n+h)--3-(2\cdot n-3)}{h}}} |
|                          | {\displaystyle =\lim _{h\rightarrow 0}{\frac {2n+2h-3-2n+3}{h}}=\lim _{h\rightarrow 0}{\frac {2h}{h}}=2}                  |

Per tant, es dedueix que el valor de la funció derivada d'una recta és igual al pendent d'aquesta.
Exemple 3
Mitjançant aquesta diferenciació, es pot calcular el pendent d'una corba. Considerem que:
{\displaystyle f(x)=x^{2}\,\!}
Llavors:
| {\displaystyle f'(x)\,\!} | {\displaystyle =\lim _{h\rightarrow 0}{\frac {f(x+h)-f(x)}{h}}=\lim _{h\rightarrow 0}{\frac {(x+h)^{2}-x^{2}}{h}}}     |
|                           | {\displaystyle =\lim _{h\rightarrow 0}{\frac {x^{2}+2xh+h^{2}-x^{2}}{h}}=\lim _{h\rightarrow 0}{\frac {2xh+h^{2}}{h}}} |
|                           | {\displaystyle =\lim _{h\rightarrow 0}(2x+h)=2x}                                                                       |

Per a qualsevol punt x, el pendent de la funció {\displaystyle f(x)=x^{2}\,\!} és {\displaystyle f'(x)=2x\,\!}.

## El quocient diferencial alternatiu
A dalt, la derivada de f (x) (tal com la va definir Newton) es va descriure com el límit, d'acord h s'aproxima a zero. Una explicació alternativa de la derivada pot ser interpretada a partir del quocient de Newton. Si s'utilitza la fórmula anterior, la derivada en c és igual al límit acord h s'aproxima a zero de [ f (c + h) - f (c)]/ h. Si es deixa que h = x - c (per tant c + h = x), llavors x s'aproxima a c (d'acord h tendeix a zero). Així, la derivada és igual al límit acord x s'aproxima a c, [ f (x) - f (c)]/(x - c). Aquesta definició es fa servir per a una demostració parcial de la regla de la cadena.

## Notacions per a la diferenciació
La notació més simple per a la diferenciació que s'utilitza en l'actualitat es deu a Lagrange i utilitza un apòstrof o cometa: '.
D'aquesta manera s'expressen les derivades de la funció {\displaystyle f(x)} al punt {\displaystyle x=a}, s'escriu:
{\displaystyle f'(a)\,\!} per a la primera derivada,
{\displaystyle f(a),\!} per a la segona derivada,
{\displaystyle f(a),\!} per a la tercera derivada, i després de forma general,
{\displaystyle f^{n}(a),\!} per a la n -èsima derivada (on normalment es dona que n > 3).
Per a la funció el valor a cada {\displaystyle x} és la derivada de {\displaystyle f(x)\,\!}, s'escriu {\displaystyle f'(x)\,\!}. De manera similar, per a la segona derivada de {\displaystyle f} s'escriu {\displaystyle f(x)\,\!}, i així successivament.
L'altra notació comú per a la diferenciació es deu a Leibniz. Per a la funció el valor a {\displaystyle x} és la derivada de {\displaystyle f} a {\displaystyle x}, s'escriu:
{\displaystyle {\frac {d(f(x))}{dx}}} o {\displaystyle {\frac {df}{dx}}}
Es pot escriure la derivada de f al punt a de dues maneres diferents:
{\displaystyle {\frac {df}{dx}}\left.{\!\!{\frac {}{}}}\right|_{x=a}={\frac {df}{dx}}(a).}
Si la resultant de f (x) és una altra variable, per exemple, si {\displaystyle y=f(x)}, es pot escriure la derivada com a:
{\displaystyle {\frac {dy}{dx}}}
Les derivades d'ordre superior s'expressen així
{\displaystyle {\frac {d^{n}(f(x))}{dx^{n}}}} o {\displaystyle {\frac {d^{n}i}{dx^{n}}}}
per a la n -èsima derivada de f (x) o i respectivament. Històricament, això prové del fet que, per exemple, la tercera derivada és:
{\displaystyle {\frac {d\left({\frac {d\left({\frac {d\left(f(x)\right)}{dx}}\right)}{dx}}\right)}{dx}}}
que es pot escriure sense gaire rigor com:
{\displaystyle \left({\frac {d}{dx}}\right)^{3}\left(f(x)\right)={\frac {d^{3}}{\left(dx\right)^{3}}}\left(f(x)\right).}
Eliminació de les claus ens dona la notació que és a dalt.
La notació de Leibniz és tan versàtil que permet especificar la variable que s'utilitzarà per a la diferenciació (en el denominador). Això és específicament rellevant per a la diferenciació parcial. I també fa més fàcil de recordar la regla de la cadena, ja que els termes "d" es cancel·len simbòlicament:
{\displaystyle {\frac {dy}{dx}}={\frac {di}{du}}\cdot {\frac {du}{dx}}}.
No obstant això, és important recordar que els termes "d" no es poden cancel·lar literalment, ja que són un operador diferencial. Només s'utilitzen quan s'usen en conjunt per expressar una derivada.
La notació de Newton per a la diferenciació consisteix a posar un punt sobre el nom de la funció:
{\displaystyle {\dot {x}}={\frac {dx}{dt}}=x'(t)}
{\displaystyle {\ddot {x}}=x(t)}
i així successivament.
La notació de Newton s'utilitza principalment en la mecànica, normalment per a les derivades respecte del temps com ara la velocitat i l'acceleració i en la teoria d'equacions diferencials ordinàries. Normalment només s'utilitzen per a la primera i segona derivades.
Una altra notació consisteix a col·locar una lletra 'D'majúscula per indicar l'operació de diferenciació amb un subíndex que indica la variable sobre la qual es derivarà:
{\displaystyle {\mathrm {D} }_{x}f},
que és equivalent a l'expressió:
{\displaystyle {\frac {d}{dx}}f}
i també
{\displaystyle f_{x}(x)},
En aquest context es considera a la diferenciació com una operació sobre funcions, de manera que els símbols {\displaystyle {\frac {d}{dx}}} i {\displaystyle {\mathrm {D} }_{x}} són anomenats operadors diferencials.

## Punts singulars
Es denominen punts singulars o estacionaris als valors de la variable en què s'anul·la derivada {\displaystyle f'(x)} d'una funció {\displaystyle f(x)}, és a dir, si {\displaystyle f'(x_{i})=0} en {\displaystyle x_{1},x_{2},x_{3},\dots ,x_{n}} aleshores {\displaystyle x_{1},x_{2},x_{3},\dots ,x_{n}} s'anomenen punts singulars de {\displaystyle f(x)}, i {\displaystyle f(x_{1}),f(x_{2}),f(x_{3}),\dots ,f(x_{n})} s'anomenen valors singulars.

## Punts crítics
Per punt crític s'entén: un punt crític, un punt on no existeixi la derivada o un punt extrem a o b del domini {\displaystyle [a,b]} de definició de la funció.
Si la segona derivada és positiva en un punt crític, es diu que el punt és un mínim local, si és negativa, es diu que el punt és un màxim local; si val zero, pot ser tant un mínim, com un màxim o un punt d'inflexió. Derivar i resoldre en els punts crítics és sovint una manera simple de trobar màxims i mínims locals, que poden ser emprats en optimització. Encara que mai no s'ha de menysprear els extrems en aquests problemes

## Derivades notables
- Per a les funcions logarítmiques:

{\displaystyle f(x)=e^{x}\rightarrow f'(x)=e^{x}}
La derivada de e elevat a x és e elevat a x
{\displaystyle f(x)=ln(x)\rightarrow f'(x)={\frac {1}{x}}}
La derivada del logaritme natural (ln) de x és 1 dividit entre x
- Per a les funcions trigonomètriques

{\displaystyle f(x)=\sin(x)\rightarrow f'(x)=\cos(x)}
La derivada del si de x és el cosinus de x.
{\displaystyle f(x)=\cos(x)\rightarrow f'(x)=-\sin(x)}
La derivada del cosinus x és menys si de x.
{\displaystyle f(x)=\tan(x)\rightarrow f'(x)=\sec ^{2}(x)}
La derivada de la tangent de x és la secant al quadrat de x.
{\displaystyle f(x)=\csc(x)\rightarrow f'(x)=-\csc(x)\cot(x)}
La derivada de la cosecant de x és el producte de menys cosecant de x per la cotangent de x.
{\displaystyle f(x)=\sec(x)\rightarrow f'(x)=\sec(x)\tan(x)}
La derivada de la secant de x és el producte de la secant de x per la tangent de x.
{\displaystyle f(x)=\cot(x)\rightarrow f'(x)=-\csc ^{2}(x)}
La derivada de cotangent de x és menys cosecant al quadrat de x.

## Física
És possible que l'aplicació més important del càlcul a la física sigui el concepte de " derivada temporal " - la taxa de canvi en el temps - que cal per a la definició precisa de diversos conceptes importants. En particular, les derivades respecte del temps de la posició d'un objecte són significatives en la física Newtoniana:
- La velocitat (velocitat instantània, el concepte de la velocitat mitjana que preval en el càlcul) és la derivada, pel que fa al temps, de la posició d'un objecte.

{\displaystyle V(t)={\frac {dx}{dt}}}
- L'acceleració és la derivada, pel que fa al temps, de la velocitat d'un objecte.

{\displaystyle a(t)={\frac {dV}{dt}}}
- La Sobreacceleració o l'estirada és la derivada, pel que fa al temps, de l'acceleració d'un objecte.

{\displaystyle S(t)={\frac {da}{dt}}}
Per exemple, si la posició d'un objecte està determinada per l'equació:
{\displaystyle x(t)=-16T^{2}+16T+32\,\!}
llavors la velocitat de l'objecte és:
{\displaystyle {\dot {x}}(t)=x'(t)=-32T+16}
L'acceleració de l'objecte és:
{\displaystyle {\ddot {x}}(t)=x(t)=-32}
i l'estirada de l'objecte és:
{\displaystyle x(t)=0\,\!}
Si la velocitat d'un automòbil és una funció del temps, llavors la derivada d'aquesta funció pel que fa al temps, descriu l'acceleració de l'acte com una funció del temps.

## Càlcul de la derivada
La definició de la derivada en termes de límits es fa servir per demostrar les regles de diferenciació. Aquestes regles serveixen per calcular la derivada d'una funció a través d'una manipulació algebraica en lloc de recórrer a l'aplicació directa del quocient diferencial de Newton.
- Regla de la constant : La derivada de qualsevol constant matemàtica és zero.
  - Regla de la multiplicació per una constant :

Si c és qualsevol nombre real, llavors la derivada de {\displaystyle cf(x),} és igual a c multiplicat per la derivada de f (x). Això és una conseqüència de la linealitat, que es veurà més endavant.
- Linealitat :

{\displaystyle \left(af(x)+bg(x)\right)'=af'(x)+bg'(x),} per a totes les funcions f i g i tots els nombres reals a i b.
- Regla general de la potència (Regla del polinomi):

Si {\displaystyle f\left(x\right)=x^{r}}, per a tot r real,
llavors {\displaystyle f'\left(x\right)=rx^{r-1}.}
- Regla del producte :

{\displaystyle \left(fg\right)'=f'g+fg'} per a totes les funcions f i g.
- Regla del quocient :

{\displaystyle \left({\frac {f}{g}}\right)'={\frac {f'g-fg'}{g^{2}}}} si g és diferent de zero.
- regla de la cadena :

Si {\displaystyle f\left(x\right)=h(g(x))},
llavors {\displaystyle f'\left(x\right)=h'[g(x)]*g'(x)}.
- Funcions inverses i diferenciació :

Si {\displaystyle y=f\left(x\right)},
llavors {\displaystyle x=f^{-1}\left(i\right)},
i si {\displaystyle f\left(x\right)} i la seva inversa {\displaystyle f^{-1}\left(x\right)} són diferenciables,
llavors {\displaystyle {\frac {dy}{dx}}={\frac {1}{\frac {dx}{di}}}} per als casos en què {\displaystyle dx\neq 0} i quan {\displaystyle dy\neq 0},
- Derivada d'una variable respecte a una altra quan ambdues són funcions d'una tercera variable:

Sigui {\displaystyle x=f\left(t\right)} i {\displaystyle y=g\left(t\right)}.
llavors {\displaystyle {\frac {dy}{dx}}={\frac {\frac {di}{dt}}{\frac {dx}{dt}}}}
- Diferenciació implícita :

Si {\displaystyle f\left(x,y\right)\neq 0} és una funció implícita,
s'ha de: {\displaystyle {\frac {dy}{dx}}=-{\frac {\frac {\partial f}{\partial x}}{\frac {\partial f}{\partial i}}}}
De forma addicional, és útil conèixer les derivades d'algunes funcions comunes. (Vegeu la taula de derivades).
Com a exemple, la derivada de
{\displaystyle f(x)=2x^{4}+\sin(x^{2})-\ln(x)\;e^{x}+7}
és
{\displaystyle f'(x)=8x^{3}+2x\cos(x^{2})-\left({\frac {1}{x}}\right)\;e^{x}-\ln(x)\;e^{x}}.

## Ús de les derivades per a realitzar gràfics de funcions
Les derivades són una útil eina per examinar les gràfiques de funcions. En particular, els punts a l'interior d'un domini d'una funció de valors reals que porten a aquesta funció a un extrem local tindran una primera derivada de zero. No obstant això, no tots els punts crítics són extrems locals. Per exemple, /(x) = x ³ té un punt crític en x = 0, però en aquest punt no hi ha un màxim ni un mínim. La prova de la primera derivada i la prova de la segona derivada permeten determinar si els punts crítics són màxims, mínims o cap.
En el cas de dominis multidimensionals, la funció tindrà una derivada parcial de zero pel que fa a cada dimensió en un extrem local. En aquest cas, la prova de la segona derivada es pot seguir utilitzant per a caracteritzar els punts crítics, considerant el valor propi de la matriu Hessiana de les segones derivades parcials de la funció en el punt crític. Si tots els valors propis són positius, aleshores el punt és un mínim local, si tots són negatius és un màxim local. Si hi ha alguns valors propis positius i d'altres negatius, llavors el punt crític és un punt de sella. En el cas que no es compleixi cap d'aquests casos, el criteri dels valors propis no decidirà (per exemple, si els valors propis són 0 i 3) i s'hauria de fer un estudi local de la funció a l'entorn d'aquell punt crític.
Una vegada que es troben els extrems locals, és molt més fàcil fer-se una idea de la gràfica i el comportament de la funció, ja que, en el cas del domini unidimensional, la gràfica incrementarà o decrementarà excepte en els punts crítics, i per això (suposant que és una funció contínua tindrà valors intermedis entre els valors en els punts crítics de cada costat (vegeu el teorema del valor intermedi).

## Extensió del concepte de derivada
Quan una funció depèn de més d'una variable, s'utilitza el concepte de derivada parcial. Les derivades parcials es poden pensar informalment com prendre la derivada d'una funció respecte a una d'elles, mantenint les altres variables constants. Les derivades parcials es representen com {\displaystyle {\frac {\partial }{\partial x}}} (on {\displaystyle \partial }, és una 'd' arrodonida coneguda com a símbol de la derivada parcial).
El concepte de derivada pot ser estès de forma més general. El fil comú és que la derivada en un punt serveix com una aproximació lineal a la funció en aquest punt. Potser la situació més natural és que les funcions siguin diferenciables en les varietats. La derivada en un cert punt llavors es converteix en una transformació lineal entre els corresponents espais tangencials i la derivada de la funció es converteix en un mapeig entre els grups tangencials.
Per diferenciar totes les funcions contínues i molt més, es pot definir el concepte de distribució.
Per a les funcions complexes d'una variable complexa, la diferenciabilitat és una condició molt més forta que la simple part real i imaginària de la funció diferenciada pel que fa a la part real i imaginària de l'argument. Per exemple, la funció {\displaystyle f(x+{\mathrm {i} }'i)=x+2{\mathrm {i} '}i} satisfà el segon, però no el primer. Vegeu també Funció holomorfa.